# 欧特朗
欧特朗（法語：Autrans，法語發音：[otʁɑ̃]）是法国伊泽尔省的一个旧市镇，属于格勒诺布尔区。

## 地理
欧特朗（45°10'30"N, 5°32'32"E）面积44.02 平方千米，位于法国奥弗涅-罗讷-阿尔卑斯大区伊泽尔省，该省份为法国东南部内陆省份，北起顺时针与安省、萨瓦省、上阿尔卑斯省、德龙省、阿尔代什省、卢瓦尔省和罗讷省。
与欧特朗接壤的市镇（或旧市镇、城区）包括：蒙托、沃雷沃鲁瓦兹、昂然、朗斯昂韦科尔、韦科尔山区欧特朗梅欧德尔、诺亚雷、拉里维耶尔、圣热尔韦、梅欧德尔。

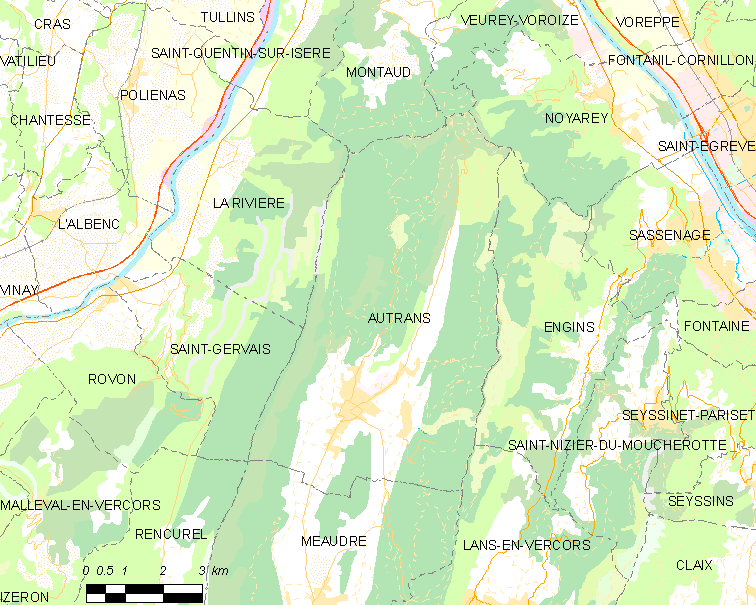
欧特朗的OSM定位图

欧特朗的时区为UTC+01:00、UTC+02:00（夏令时）。

## 行政
欧特朗的邮政编码为38880，INSEE市镇编码为38021。

## 政治
欧特朗所属的省级选区为方丹-韦科尔县。

## 人口

1962-2008年间欧特朗人口变化图示

欧特朗于2018年1月1日时的人口数量为1560人。